# Argentinoeme schulzi
Argentinoeme schulzi är en skalbaggsart som beskrevs av Bruch 1911. Argentinoeme schulzi ingår i släktet Argentinoeme och familjen långhorningar. Inga underarter finns listade.